# Interdisziplinäre Wissenschaft
Unter einer Interdisziplinären Wissenschaft versteht man ein dauerhaft etabliertes fächerübergreifendes Wissenschaftsgebiet, dem nicht der Rang einer akademischen Disziplin zugesprochen wird, in dem aber eine bestimmte Form der Arbeitsteilung zwischen Forschenden mit einem Schwerpunkt in den beteiligten Disziplinen charakteristisch ist. Ziel ist die einander methodisch ergänzende Arbeit an einem gemeinsam interessierenden Forschungsprojekt: „Der Ausdruck interdisziplinäre Kooperation bezeichnet das die engen Fachgrenzen überwindende konstruktive Interagieren mehrerer Fachexperten im Sinne einer größeren Ökonomie, Effektivität, Lebens- und Sachnähe bei der Bewältigung komplizierterer Aufgaben.“
Ursächlich für interdisziplinäre Wissenschaft sind auch wissenschaftsexterne Einflüsse bei der Auswahl und Formulierung von Forschungsgegenständen. Die Wahl der Fragestellungen sowie deren Bearbeitung werden jedoch, in Abgrenzung zur Transdisziplinarität, im innerwissenschaftlichen Diskurs begründet. Häufig findet sich in interdisziplinären Wissenschaften eine feste Form der Arbeitsteilung. Insbesondere werden mit Methoden aus einer Disziplin (z. B. Physik) Forschungsfragen einer anderen Disziplin (z. B. Biologie) bearbeitet. Zentral ist die Ausbildung eines gemeinsamen Kriteriensystems (mit dem z. B. die Qualität der Forschungsarbeit bewertbar wird) sowie die Erarbeitung einer gemeinsamen Verständigungsbasis.
Beispiele einer interdisziplinären Wissenschaft sind etwa die Biophysik, die Literatursoziologie, die Parteienforschung, die Sozioökonomie, die Molekularbiologie oder die Wagnisforschung. Der Gegenstand der Wagnisforschung hat u. a. ethische, sportliche, pädagogische, sozialpsychologische, gesellschaftliche und sogar religiöse Bezüge, die sowohl humanwissenschaftliche als auch sozialwissenschaftliche und naturwissenschaftliche Problemfelder betreffen.  Entsprechend beteiligen sich daran in einander ergänzender Forschung so unterschiedliche Fachdisziplinen wie etwa die Sportwissenschaft, die Sozialwissenschaft, die Differenzielle Psychologie, die Philosophie, die Pädagogik oder die  Theologie.
Ähnlich wird der Begriff Anthropologie auch als Oberbegriff für die vielfältigen Disziplinen und Schulen der Humanwissenschaften verwendet.